# Primarias del Partido Demócrata de 2008 en Washington
Las Primarias demócratas de Washington, 2008 serán el 19 de febrero de 2008.

Nota: La primaria democrática de Washington no cuenta sus delegados hasta la convención demócrata.[cita requerida]

## Resultados
| Key: | Retirado antes de la contienda |

| Primaria Presidencial Demócrata de Washington, 2008 100% de los precintos reportados | Primaria Presidencial Demócrata de Washington, 2008 100% de los precintos reportados | Primaria Presidencial Demócrata de Washington, 2008 100% de los precintos reportados | Primaria Presidencial Demócrata de Washington, 2008 100% de los precintos reportados |
| Candidato                                                                            | Votos                                                                                | Porcentaje                                                                           |                                                                                      |
| ------------------------------------------------------------------------------------ | ------------------------------------------------------------------------------------ | ------------------------------------------------------------------------------------ | ------------------------------------------------------------------------------------ |
| Barack Obama                                                                         | 354,111                                                                              | 51.22%                                                                               |                                                                                      |
| Hillary Clinton                                                                      | 315,740                                                                              | 45.67%                                                                               |                                                                                      |
| John Edwards                                                                         | 11,891                                                                               | 1.72%                                                                                |                                                                                      |
| Dennis Kucinich                                                                      | 4,021                                                                                | 0.58%                                                                                |                                                                                      |
| Bill Richardson                                                                      | 2,040                                                                                | 0.30%                                                                                |                                                                                      |
| Joe Biden                                                                            | 1,883                                                                                | 0.27%                                                                                |                                                                                      |
| Mike Gravel                                                                          | 1,071                                                                                | 0.15%                                                                                |                                                                                      |
| Chris Dodd                                                                           | 618                                                                                  | 0.09%                                                                                |                                                                                      |
| Total                                                                                | 691,375                                                                              | 100.00%                                                                              |                                                                                      |